# Savonnières-devant-Bar
Savonnières-devant-Bar település Franciaországban, Meuse megyében. Lakosainak száma 451 fő (2022. január 1.). Savonnières-devant-Bar Bar-le-Duc, Longeville-en-Barrois és Montplonne községekkel határos.

## Népesség
A település népessége az elmúlt években az alábbi módon változott:
| Lakosok száma | 632  | 527  | 548  | 505  | 484  | 483  | 474  | 471  | 469  | 451  |
|               | 1968 | 1982 | 1990 | 2006 | 2013 | 2015 | 2017 | 2019 | 2020 | 2022 |